# Lycodes eudipleurostictus
Lycodes eudipleurostictus es una especie de pez de la familia de los Zoarcidae en el orden de los perciformes.

## Morfología
Los machos pueden llegar a alcanzar los 44,5 cm de longitud total.

## Alimentación
Come crustáceos.

## Hábitat
Es un pez de mar y de aguas profundas que vive entre 25- 1187 m de profundidad.

## Distribución geográfica
Se encuentra en el Océano Ártico: Alaska, el Canadá, Dinamarca (incluyendo Groenlandia), Islandia y
Rusia.

## Observaciones
Es inofensivo para los humanos.